# 精力湯

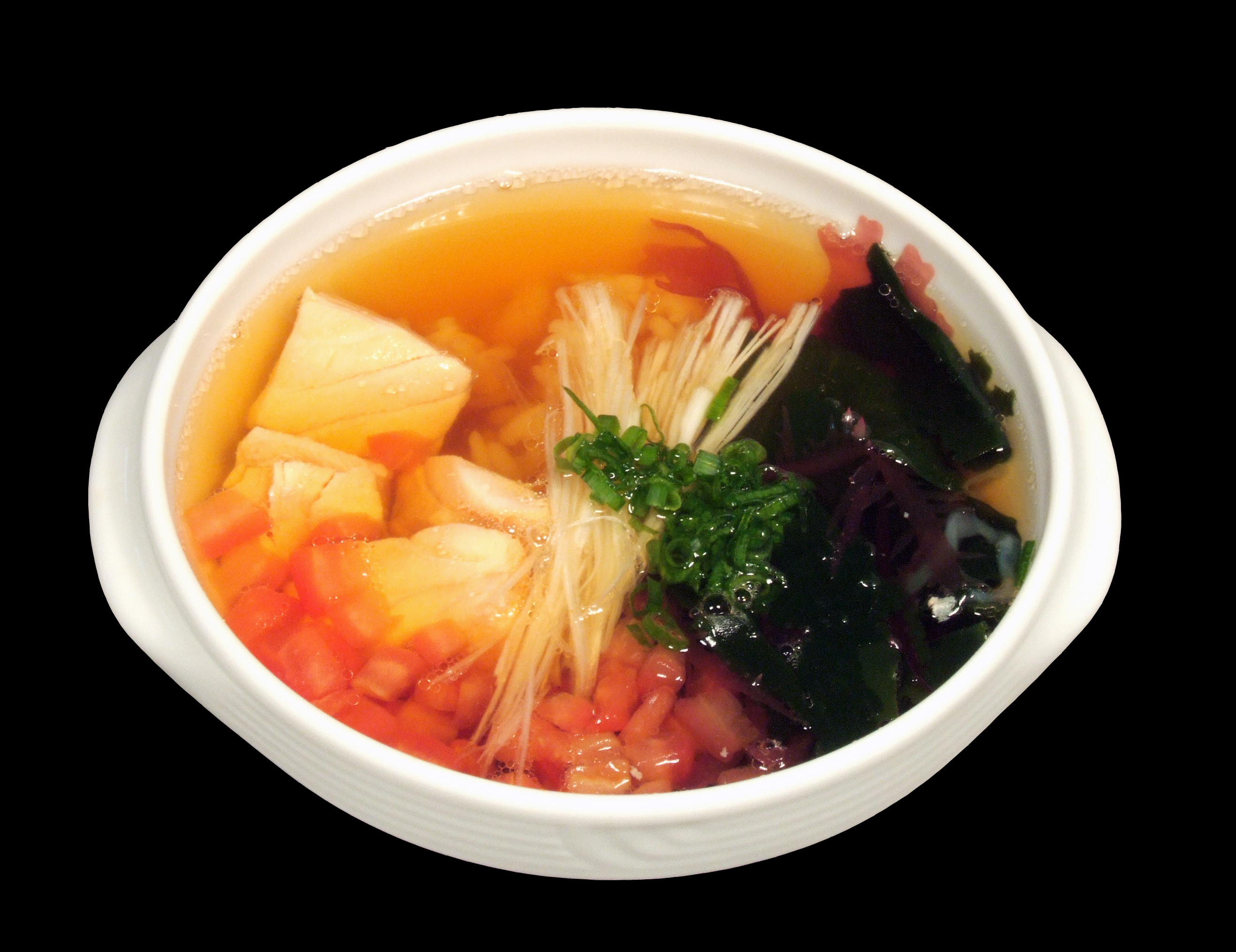

精力湯 是生機飲食中的代表菜色，其主要材料為 水果、芽菜、葉菜、堅果、海帶 及三寶粉等等，可在生機飲食店購得。精力湯的主要目標是達成營養平衡。